# Joaquim de Mariz
Joaquim de Mariz (Coímbra, 28 de febrero de 1847-1 de abril de 1916) fue un médico, botánico portugués. Se graduó en la Facultad de Medicina de la Universidad de Coímbra.
Colaboró en la Flora de Portugal de Gonçalo Sampaio y António Xavier Pereira Coutinho.

## Algunas publicaciones
- 1942. Mariz: desenhador e gravador coimbrão. Con Soares da Graça. Editor Gráfica de Coimbra, 16 pp.
- 1894. As Compostas de Portugal: Subsidios para o estudo da flora Portugueza. 238 pp.
- 1884. Subsidios para o estudo da flora Portugueza: Papilionaceae L.. Cruciferae L.. Compositae L.

## Eponimia
- (Brassicaceae) Alyssum marizii Cout.[1]
- (Caryophyllaceae) Dianthus marizii Samp.[2]
- (Clusiaceae) Clusia marizii Gomes da Silva & B.Weinberg[3]
- (Lamiaceae) Mentha marizii Samp.[4]
- (Vochysiaceae) Vochysia mariziana Paula & J.L.H.Alves[5]